# Pyrostria
Pyrostria es un género con 78 especies de plantas con flores perteneciente a la familia de las rubiáceas.
Es nativo del este de África tropical, oeste del Océano Índico y  Arabia.

## Especies
- Pyrostria affinis (Robyns) Bridson
- Pyrostria alaotrensis Arènes ex Cavaco
- Pyrostria alluaudii Arènes ex Cavaco
- Pyrostria ambongensis (Homolle ex Arènes) Razafim. Lantz & B.Bremer
- Pyrostria ampijoroensis (Arènes) Razafim., Lantz & B.Bremer
- Pyrostria amporoforensis Cavaco
- Pyrostria analamazaotrensis Arènes ex Cavaco
- Pyrostria andilanensis Cavaco
- Pyrostria angustifolia (A.Rich. ex DC.) Cavaco
- Pyrostria anjouanensis Arènes ex Cavaco
- Pyrostria ankaranensis (Cavaco) Razafim., Lantz, B.Bremer
- Pyrostria ankazobeensis Arènes ex Cavaco
- Pyrostria antsirananensis Razafim., Lantz & B.Bremer
- Pyrostria asosa (Arènes) Razafim., Lantz & B.Bremer
- Pyrostria bibracteata (Baker) Cavaco
- Pyrostria bispathacea (Mildbr.) Bridson
- Pyrostria breonii (Baill.) Cavaco
- Pyrostria brunnescens (Craib) Utteridge & A.P.Davis
- Pyrostria capuronii (Cavaco) Razafim., Lantz & B.Bremer
- Pyrostria chapmanii Bridson
- Pyrostria cochinchinensis (Pierre ex Pit.) Utteridge & A.P.Davis
- Pyrostria commersonii J.F.Gmel.
- Pyrostria cordifolia A.Rich. ex DC.
- Pyrostria fasciculata Bojer ex Baker
- Pyrostria ferruginea Verdc.
- Pyrostria heliconioides Mouly
- Pyrostria hystrix (Bremek.) Bridson
- Pyrostria inflata (Cavaco) A.P.Davis
- Pyrostria isomonensis (Cavaco) A.P.Davis & Govaerts
- Pyrostria italyensis (Cavaco) A.P.Davis & Govaerts
- Pyrostria ixorifolia (Homolle ex Arènes) Razafim., Lantz, B.Bremer
- Pyrostria lobulata Bridson
- Pyrostria longiflora (Cavaco) Razafim., Lantz & B.Bremer
- Pyrostria louvelii Razafim., Lantz & B.Bremer
- Pyrostria macrophylla A.Rich. ex DC.
- Pyrostria madagascariensis Lecomte
- Pyrostria major (A.Rich. ex DC.) Cavaco
- Pyrostria media (A.Rich. ex DC.) Cavaco
- Pyrostria neriifolia (Homolle ex Arènes) Razafim., Lantz & B.Bremer
- Pyrostria obovata Hochr.
- Pyrostria oleifolia (Homolle ex Arènes) Razafim., Lantz & B.Bremer
- Pyrostria orbicularis A.Rich. ex DC.
- Pyrostria pendula Lantz, Klack. & Razafim.
- Pyrostria perrieri (Cavaco) Razafim., Lantz & B.Bremer
- Pyrostria phyllanthoidea (Baill.) Bridson
- Pyrostria pseudocommersonii Cavaco
- Pyrostria revoluta (Balf.f.) Razafim., Lantz & B.Bremer
- Pyrostria richardiae (Cavaco) Razafim., Lantz & B.Bremer
- Pyrostria sambavensis (Cavaco) Razafim., Lantz & B.Bremer
- Pyrostria sarodranensis Cavaco
- Pyrostria serpentina Lantz, Klack. & Razafim.
- Pyrostria socotrana (Radcl.-Sm.) Bridson
- Pyrostria suarezensis (Cavaco) Razafim., Lantz & B.Bremer
- Pyrostria tulearensis (Cavaco) Razafim., Lantz & B.Bremer
- Pyrostria urschii Arènes ex Cavaco
- Pyrostria uzungwaensis Bridson
- Pyrostria variistipula Arènes ex Cavaco
- Pyrostria verdcourtii (Cavaco) Razafim., Lantz & B.Bremer
- Pyrostria viburnoides (Baker) Verdc.